# Вошо Вали (Невада)
Вошо Вали (енгл. Washoe Valley) насељено је место без административног статуса у америчкој савезној држави Невада.

## Демографија
По попису из 2010. године број становника је 3.019.
| Група             | 2000.    | 2010.         |
| Белци             | 0 (0,0%) | 2.732 (90,5%) |
| Афроамериканци    | 0 (0,0%) | 14 (0,5%)     |
| Азијати           | 0 (0,0%) | 27 (0,9%)     |
| Хиспаноамериканци | 0 (0,0%) | 155 (5,1%)    |
| Укупно            | 0        | 3.019         |